# Hans Bärnthaler
Hans Bärnthaler (* 19. Mai 1954 in Spielberg, Steiermark, Österreich; † 28. Juli 1989 im K2-Gebiet, Karakorum-Gebirge, Pakistan) war ein österreichischer Bergsteiger.

## Karriere
Hans Bärnthaler studierte Bergwesen an der Montanuniversität Leoben und arbeitete als staatlich geprüfter Berg- und Skiführer sowie als Einsatzleiter des ÖBRD und Expeditionsleiter. Er war Mitglied der Hochtouristengruppe des ÖAV, der Alpinistengilde des TVN und des ÖAK. Zudem stand er als Führer im Dienste des DAV Summit Club.
Er war einer der Erschließer der Felswände um die Rudolfshütte in den Hohen Tauern und absolvierte schwierige Kletterrouten und Erstbegehungen im heimatlichen Hochschwab, Karawanken, Wilder Kaiser, Gesäuse und Dachsteingebirge, sowie in den Westalpen, Patagonien, Alaska, Himalaya und Karakorum.
1972 durchquerte er mit dem Fahrrad die östliche Türkei und bestieg mehrere Berge in Kleinasien. Er legte dabei laut eigenen Angaben rund 2.500 km zurück. 1975 verbrachte er fünf Wochen im Kaukasus. 1980 war er Leiter der siebenwöchigen Steirischen Anden-Expedition zur Pukahirka-Gruppe, wo drei Erstbegehungen durchgeführt wurden.
1989 war er Teilnehmer der Österreichischen-K2-Expedition unter Eduard Koblmüller, bei der die Erstbegehung der Ostflanke versucht wurde. Dabei erreichten sie eine Höhe von 7.200 m. Beim Versuch, die K2-Ostflanke vom naheliegenden Central Kharut Peak aus zu fotografieren, kam Hans Bärnthaler durch einen Absturz ums Leben.
Er war verheiratet und Vater von zwei Kindern.

## Bekannteste Felsfahrten
- 1975: Dachl/Rosskuppenverschneidung
- 1975: „Cassin-Route“ der Westlichen Zinne-Nordwand
- 1975: Erstbegehung der Route „Oberlandweg“ in der Triolet-Nordwand
- 1975: Uschba-Überschreitung von Nord nach Süd (Kaukasus)
- 1978: „Heckmair-Route“ der Eiger-Nordwand in neun Stunden
- 1979: „Rebitschrisse“ am Fleischbankpfeiler
- 1980: Ortler-Nordwand
- 1980: Erstbegehung des Ostgrates am Kaikaraju (Anden)
- 1980: Erstbegehung der Westwand des Nevado Safuna (Anden)
- 1980: Jancarurish-Besteigung (Anden)
- 1981: „Schmid-Route“ der Matterhorn-Nordwand
- 1985: Erste österreichische Besteigung und insgesamt neunte Besteigung des Cerro Torre (Patagonien)
- 1985: Fitz Roy-Besteigung (Patagonien)
- 1985: Cerro Standhardt-Besteigung (Patagonien)
- 1985: Erste Alleinbegehung des Urdokas Peak (Karakorum)
- 1988: Begehung von fünf Routen der Großglockner-Nordwand in acht Stunden
- 1988: Supercouloir an der Ostwand des Mont Blanc du Tacul
- 1988: Shishapangma-Besteigung (Himalaya)
- 1988: 45. Besteigung des Cho Oyu (Himalaya)
- 1989: Denali-Besteigung (Alaska)
- 1989: Erstbegehungsversuch der K2-Ostflanke (Karakorum)

## Weitere
- Kleine Zinne, Nordwand und Gelbe Kante
- Mont Blanc, Brenvasporn
- Rosskuppe, Direkte Nordwand
- Dachl, Nordwestwand
- Stangenwand, Südostwand
- Koppenkarstein, Mittelpfeiler
- Großwandeck, Ostsüdostwand
- Bauernpredigtstuhl, Westwand
- Schartenspitze, Direkte Südwestwand
- Schmuck-Kamin
- Totenkirchl, Westwand

## Auswahl heimischer Erstbegehungen
- Planspitze, Direkte Nordostwand
- Ringkamp, Südostwand („Christianweg“)
- Gamskögel, Südpfeiler am Östlichen, Nordostpfeiler am Westlichen, Südwand am Mittleren
- Schafflkogel, Ostwand („Der letzte Tango“, „Weg der schönen Männer“) und Nordostpfeiler („Blumenpfeiler“)
- Hoher Kasten, Direkte Nordwand des Ostgipfels („Plattenzauber“) und Nordwestpfeiler („Fensterpfeiler“)
- Romariswandkopf, Linke Nordwand
- Kastenturm, Nordpfeiler
- Kleinglockner, Glocknerkamp-Nordostwand („Schneiderrinne“)
- Hohe Fürleg (Hochfilleck), Südostpfeiler („Anstieg der Freude“), Südwand („Rentnerweg“, „Steirerplatte“, „Super Drop“, „Via Alexandra“, „Donald Duck“, „Dschingis-Khan“, „Hansiweg“, „Herbstausflug“, „Lisl drah di“, „LSD“, „Mon Cherie“, „Rocky“)
- Totenkopf, Südwestpfeiler
- Kalser Bärenkopf, rechter Ostwandpfeiler des Hauptgipfels („Pfeiler der Wintersonne“)
- Ödenwinkelwand, Nordwand („Erwin-Couloir“)
- Klockerin, Nordwestwand des Südwestgipfels („Via Heidrun“)
- Höllmauer, Südwand („Tanz der Vampire“)
- Hahnenkammspitzen, Nordwand der Östlichen, Nordostpfeiler der Westlichen, Nordpfeiler der Mittleren